# Melcior Comes i Cladera
Melcior Comes i Cladera (sa Pobla, 25 de febrer de 1980) és un escriptor mallorquí. Llicenciat en Dret i en Teoria de la Literatura i Literatura Comparada, irromp en el món literari a partir de 2003. Els seus llibres de ficció han recollit un premi literari. És autor del pròleg al poemari El fibló i la festa, de Pere Antoni Pons. En el camp de l'assaig, destaca la seva participació en el manifest generacional Qui no mereix una pallissa? El seu estil destaca per un domini radical de les tècniques narratives i un treball minuciós amb la llengua.
Col·labora al diari Ara, El Punt Avui, el setmanari Presència, el Diari de Balears, la revista Caràcters, El Singular Digital, els programes L'oracle i Factoria sensible de Catalunya Ràdio i Els matins de La Xarxa. El 2010 va comissariar l'exposició del CCCB Barcelona – València – Palma, amb Vicent Sanchis i Ignasi Aballí. És professor de l'Escola d'Escriptura de l'Ateneu Barcelonès. Ha traduït al català obres d'Honoré de Balzac i Víctor Hugo.

## Obra
- 2003 - L'aire i el món (Eliseu Climent, editor)
- 2005 - L'estupor que us espera (Editorial Empúries)
- 2007 - El llibre dels plaers immensos (Editorial Moll)
- 2008 - La batalla de Walter Stamm (Edicions Destino)
- 2010 - Viatge al centre de la Terra (Columna Edicions)
- 2014 - Hotel Indira (Edicions 62)
- 2018 - Sobre la terra impura (Editorial Proa)
- 2022 - Tots els mecanismes (Proa)[5]
- 2023 - El dia de la balena[6]

## Premis literaris
- 2003 - Ciutat d'Elx per L'aire i el món
- 2004 - Documenta per L'estupor que us espera
- 2006 - Ciutat de Palma - Llorenç Vilallonga per El llibre dels plaers immensos
- 2008 - Josep Pla per La batalla de Walter Stamm
- 2014 - Premi Sant Joan de narrativa per Hotel Indira[7]
- 2018 - Finalista al Premi Òmnium a la Millor Novel·la Catalana de l'Any per Sobre la terra impura
- 2019 - Premi Crítica Serra d'Or de novel·la per Sobre la terra impura
- 2019 - Premi Joan Crexells de narrativa per Sobre la terra impura